# Ежовский, Юзеф
Ю́зеф Ежо́вский (пол. Józef Jeżowski; Осип Ежовский; род. ок. 1793, Умань, Васильковский уезд Киевской губернии — 16 августа 1855, Куриловка близ Канева, Подолье) — польский филолог, специалист по классической филологии, поэт, переводчик, один из основателей и руководитель студенческого общества филоматов в Вильно.

## Биография
Школу окончил в Умани. Учился в Виленском университете (1815—1824), в 1816 году сдал экзамен кандидата философии, изучал классическую филологию и серьёзно готовился к карьере преподавателя философии. Во время учёбы в университете в октябре 1817 года стал вместе с Томашем Заном и Адамом Мицкевичем одним из основателей общества филоматов и на протяжении шести лет руководил им. В основу деятельности общества был положен устав, разработанный Ежовским.
Ежовский был основательно знаком с философией И. Канта и опирался на кантовское понимание специфики морали и критику этичного натурализма, отстаивая принцип несводимости морального мотива к естественным склонностям. По окончании университета начал преподавать в Старых Троках.
Подготовил и издал комментированное издание Горация „Ody celniejsze“ (Вильно, (1821—1823), дополненное „Dodatek do Horacjusza „Ód celniejszych““ (Вильно, 1824).
В 1823 году был арестован во время следствия по делу филоматов и по приговору в 1824 году в числе десяти приговорённых (Томаш Зан, Ян Чечот, Франтишек Малевский, Теодор Лозинский, Адам Мицкевич, Ян Соболевский, Онуфрий Петрашекевич, Юзеф Ковалевский, Винцентий Будревич) поступил в распоряжение Министерства духовных дел и народного просвещения с тем, чтобы получить службу в соответствии с образованием и способностями в глубине России.
Вместе с Малевским и Мицкевичем выехал из Вильны в Санкт-Петербург, откуда вскоре они были направлены в Одессу, где должны были преподавать в Ришельевском лицее. Весной 1825 года Ежовский был послан в Москву, где некоторое время жил вместе с Будревичем, Мицкевичем, Малевским и преподавал классические языки в гимназии и греческий язык в Московском университете. Однако в 1827 / 1828 учебном году преподавание греческого языка в Московском университете было упразднено. Московский университет издал подготовленное Ежовским издание «Одиссеи» Гомера на латинском языке с комментариями (1828), книги о сочинениях Горация и Платона. Пытался получить работу в Казанском университете, без успеха, и в Харьковском университете, где, по-видимому, некоторое время работал.
После амнистии в 1841 году смог вернуться на родину и по возвращении из ссылки обосновался на Украине, в Киевской губернии, работал гувернёром.